# Ishida Mitsunari
Ishida Mitsunari (石田 三成?   1559 – 6 de noviembre de 1600) fue un samurái japonés que comandó al ejército del Oeste en la Batalla de Sekigahara en el período Azuchi-Momoyama del siglo XVI.

## Historia
Mitsunari nació al sur de la Provincia Ōmi (lo que es ahora la Prefectura de Shiga) y fue el segundo hijo de Ishida Masatsugu, que era uno de los comandantes al servicio del clan Azai, el cual abandonaron después de su derrota de 1573.
Mitsunari, aun siendo muy joven conoció a Toyotomi Hideyoshi, que en ese entonces era daimyō de Nagahama. Cuando Hideyoshi lideró las campañas en la región Chūgoku, Mitsunari estuvo presente en los ataques a castillos como el Castillo Tottori y el Castillo Takamatsu.
Cuando Hideyoshi alcanzó un gran poder político en el país, Mitsunari fue reconocido como un talentoso administrador financiero debido a sus conocimientos y su habilidad en los cálculos. A partir de 1585, Mitsunari se convirtió en el administrador de la Provincia Sakai, el cual ocupó junto con su hermano mayor, Ishida Masazumi. Mitsunari fue elegido uno de los cinco bugyo o administradores mayores del gobierno de Hideyoshi, quien lo nombró daimyō de Sawayama en la Provincia Ōmi, cuando le entregó una extensión de 500,000 koku. El Castillo Sawayama tenía la fama en ese tiempo como uno de los mejores fortificados.
Mitsunari fue el líder de los burócratas en el gobierno de Hideyoshi y era conocido por su carácter estricto. Aunque tenía muchos amigos, estaba en malos términos con algunos daimyō reconocidos como buenos guerreros, incluyendo a Fukushima Masanori, pariente de Hideyoshi. Después de la muerte de Hideyoshi su conflicto empeoró. El punto central del conflicto era la cuestión de si se podía confiar en que Tokugawa Ieyasu brindara su apoyo al gobierno Toyotomi, siendo que el sucesor Toyotomi Hideyori era solamente un niño.
En 1600 se llevó a cabo la Batalla de Sekigahara como resultado de este conflicto político. Mitsunari tuvo éxito en organizar un ejército comandado por Mori Terumoto, pero la coalición encabezada por Tokugawa Ieyasu era mayor por lo que Mitsunari salió derrotado.
Después de su derrota, Mitsunari intentó escapar pero fue capturado por algunos aldeanos. Fue llevado a los terrenos de ejecución de Rokujō ga hara en Kioto donde fue decapitado, con un único golpe de espada, junto con otros daimyō del ejército del Oeste como Konishi Yukinaga y Ankokuji Ekei. Su cabeza fue exhibida en Kioto por un tiempo para que la contemplaran los viandantes. Sus restos se encuentran enterrados en Sangen-in, un satélite del templo Daitoju-ji de Kioto.
Una teoría o leyenda cuenta que Ieyasu tuvo piedad de él y lo escondió por razones políticas, entregando su custodia a uno de sus generales veteranos, Sakakibara Yasumasa (probablemente en su feudo de Tatebayashi) quien era hatamotō de Ieyasu y uno de su Cuatro Generales Guardianes (Shitennō). Llegó a la vejez y falleció de muerte natural. Para agradecer a Yasumasa su silencio, Mitsunari le regaló su atesorado sunnobi-tanō de 31,2 cm. que desde entonces fue apodado Ishida-Sadamune (石田貞宗) y que fue designado por el gobierno japonés Jūyō Bunkazai (Patrimonio Cultural).

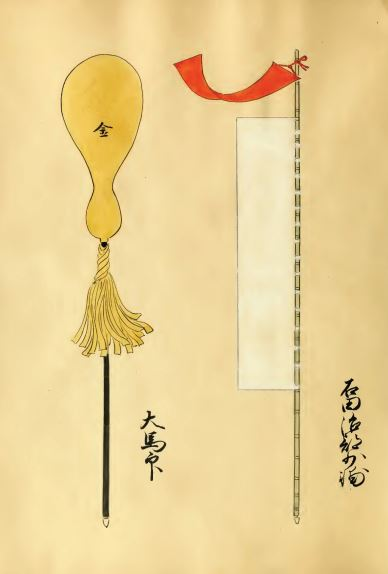
A la izquierda, o-uma jirushi (gran bandera para caballo) y a la derecha, hata jirushi (estandarte) de Ishida Mitsunari

Mitsunari tenía tres hijos (Shiteie, Shigenari y Sakichi) y tres hijas (de las que sólo se conoce el nombre de la más joven: Tatsuhime) con su mujer. Tras la muerte de su padre, para poder seguir viviendo, Shigenari cambió su nombre familiar, que hasta entonces había sido Ishida, por Sugiyama.